# Sebastian Gottfried Starcke
Sebastian Gottfried Starcke (auch Starke; * 1. April 1668 in Brand; † 1. Juli 1710 in Berlin) war ein deutscher Orientalist, Hebraist und Bibliothekar. 

## Leben
Starcke war Sohn des Pfarrers Sebastian Starcke. Er ging zum Studium an die Universität Leipzig, das er 1689 mit dem Magistergrad abschloss. 1693 kam er zu Abraham Hinckelmann nach Hamburg, bei dem er sich in den orientalischen Sprachen weiter bildete und dem er bei einer Herausgabe des Korans behilflich war. Anschließend kam er 1695 als Inspektor der Kurfürstlichen orientalischen Bibliothek nach Berlin. Er wurde 1698 Konrektor am Gymnasium zum Grauen Kloster, ebenfalls in Berlin, bevor er 1705 als Professor für hebräische Sprache an die Universität Greifswald ging. 
Starcke folgte 1708 einem Ruf als Direktor an die Ritterschule Brandenburg, dann 1710 als königlicher Bibliothekar zurück nach Berlin. Er starb allerdings kurz darauf.
Starcke wurde am 11. März 1701 als ordentliches Mitglied in die Preußische Akademie der Wissenschaften gewählt. Er bereitete eine Ausgabe der hebräischen Bibel vor, die später von Daniel Ernst Jablonski herausgegeben wurde.

## Werke (Auswahl)
- Specimen Versionis Coranicae, Adornatum in Caput XIX. Quod inscribitur Caput Mariae, Liebpertus, Cölln 1698. (Digitalisat)
- Laudatio Panegyrica Linguarum, Sive De Usu Earum In Studio Sapientiae Oratio Inauguralis, Liebpertus, Cölln 1698.
- De Originibus Scholae Berlinensis Oratio Valedictoria, Liebpertus, Cölln 1705. (Digitalisat)
- In loca quaedam Psalmorum Davidis male nuper a Gallis adhibita in laudem regis sui et ducis Vindocinensis, Starck, Greifswald 1706.
- John Locke: Des Herrn John Locke Gedancken von Erziehung junger Edelleute, Übersetzung und Anmerkungen von Sebastian Gottfried Starcke, Fickweiler, Greifswald 1708.